# 9 (Lara Fabian)
9 è il settimo album in studio della cantante belga-canadese Lara Fabian, pubblicato nel 2005.

## Tracce
1. La Lettre – 3:53
2. Un Ave Maria – 4:58
3. Si tu n'as pas d'amour – 3:49
4. Il ne manquait que toi – 4:32
5. Ne lui parlez plus d'elle – 4:04
6. Rien qu'une seule larme – 3:38
7. Les Homéricains (con Melissa Mars) – 3:24
8. Speranza – 3:04
9. Le Tour du Monde – 3:19
10. L'homme qui n'avait pas de maison – 4:22
11. Je me souviens – 3:20

## Classifiche
| Classifica (2005) | Posizione massima |
| ----------------- | ----------------- |
| Belgio (Fiandre)  | 67                |
| Belgio (Vallonia) | 2                 |
| Francia           | 3                 |
| Svizzera          | 32                |